# 세종 비암사 소조아미타여래좌상
세종 비암사 소조아미타여래좌상((世宗 碑岩寺 塑造阿彌陀如來坐像)은 세종특별자치시 전의면, 비암사 극락보전 안에 봉안되어 있는 아미타불좌상이다. 2012년 12월 31일 세종특별자치시의 유형문화재 제13호로 지정되었다.

## 개요
비암사는 대한불교 조계종 제6교구 본사인 마곡사의 말사이다. 소조아미타불좌상은 현재 비암사 극락보전에 주존불로 봉안되어 있다. 흙으로 만든 후 개금하여 보존하고 있다.
아미타불은 전체적으로 건장한 편으로서, 직사각형에 가까운 강건한 얼굴, 둥글면서도 벌어진 어깨, 결가부좌한 넓은 무릎으로 인해 안정된 자세를 보여주고 있다. 촘촘한 나발의 머리 위에는 육계가 큼직한데 중간 부분에는 반원형의 넓적한 중간계주가 표현되었다. 정상부에는 원형의 작은 정상계주가 표현되었다.
얼굴은 직사각형에 가깝지만 턱부분에 살이 많아 둥근 느낌을 주며 이마 한가운데는 백호가 작게 묘사되었다. 코는 날카로운 각선을 보여주지만 콧망울이 둥글어 복스럽게 보인다. 가늘고 길게 뜬 두 눈은 눈꼬리가 약간 치켜 올라갔으며 인중이 뚜렷하고 입술 또한 큼직하여 전체적으로 이목구비가 시원스럽게 표현되었다. 목에는 뚜렷하게 삼도가 표현되었고 길게 능러진 두 귀는 귓불이 두툼하다.
어깨가 넓은 편이지만 둥글어 건장하면서도 부드러운 느낌을 준다. 법의는 통견으로 걸친 것처럼 보이지만 우견편단으로 입은 후 다시 옷자락을 오른쪽 어깨에 걸친 변형된 우견편단식이다. 이러한 착의법은 조선시대 후기 불상에서 유행한 것으로 이 불상은 그 선구적인 양식을 보여주고 있다. 법의 사이로 드러난 가슴에는 군의를 걸치고 있는데 가운데를 끈으로 묶어 윗부분에 주름이 잡혀있으며 아래 부분은 불룩하게 처리하였다. 결가부좌한 무릎을 감싸고 흘러내리는 옷자락은 옷주름이 매우 유러하고 사실적으로 처리되어 자연스러운 느낌을 준다.
수인은 왼손으로 손가락을 살짝 구부려 배 아래쪽에 두었으며 오른손은 어깨 높이로 들어 올려 엄지와 중지를 맞대고 있는데 손가락 역시 사실적으로 자연스러우며 생동감이 넘친다. 결가부좌한 무릎은 다소 낮게 표현되어 전체적으로 하체가 약간 부실해보이기는 하지만 폭이 넓어 안정감을 준다.
비암사 소조아미타불좌상은 17세기적인 특징을 보이면서도 얼굴이나 무릎의 표현이 매우 독특하여 시대성을 짐작하기 어려운 작품이다. 특히 얼굴모습이나 볼 살을 늘어지듯 표현한 점은 매우 특이한데 혹시 후에 개금하면서 외형의 변화가 있었을 가능성도 생각해 볼 수 있다. 어깨의 옷자락이 접혀진 모습이나 자연스러운 옷주름의 표현에서는 16세기 후반경의 작품일 가능성도 엿보이지만 현재로서 확인은 어려우며 적어도 17세기 전반은 넘지 않을 것으로 추정된다. 전체적으로 이 불상은 규모가 크고 양식도 우수한 편이다.

## 현지 안내문
비암사 소조아미타불좌상은 현재 비암사 극락보전에 주존불로 봉안되어 있는 아미타불좌상이다. 전체 높이가 196cm로 좌상으로는 대형에 속하며, 결가부좌한 무릎 높이가 유난히 낮은 것이 특징이다. 아미타불은 전체적으로 건장한 편으로 직사각형에 가까운 강건한 얼굴, 둥글면서도 벌어진 어깨, 결가부좌한 넓은 무릎으로 인해 안정된 자세를 보인다. 얼굴은 직사각형에 가깝지만 턱부분에 살이 많아 둥근 느낌을 주며, 가늘고 길게 뜬 두 눈은 눈꼬리가 약간 치켜 올라갔으며, 인중과 얼굴이 뚜렷하게 묘사되는 등 전체적으로 이목구비가 시원스럽게 표현된 것이 특징이다. 불상의 정확한 조성연대는 알 수 없으나 표현양식으로 보아 17세기 전반기에 제작된 것으로 추정된다. 특히 이 불상은 재료가 목조가 아닌 흙으로 만든 소조불상으로 17세기 소조불상을 연구하는데 귀중한 자료이다.

## 같이 보기
- 전의 비암사 극락보전 - 세종특별자치시 유형문화재 제19호

## 참고 자료
- 세종 비암사 소조아미타여래좌상 - 국가유산청 국가유산포털